# Taczanowski's sneeuwvink
De Taczanowski's sneeuwvink (Onychostruthus taczanowskii; synoniem: Montifringilla taczanowskii) is een zangvogel uit de familie Passeridae (mussen).

## Verspreiding en leefgebied
Deze soort komt voor in Tibet en westelijk China.